# Dieter Stolte
Dieter Stolte (Colônia, 18 de setembro de 1934 - Berlim, 10 de dezembro de 2023) foi um jornalista e ex-executivo de televisão alemão. Ele foi durante 20 anos (de 1982 a 2002) diretor-geral da ZDF. De 2002 a fevereiro de 2010 foi editor-chefe dos jornais Die Welt e Berliner Morgenpost. Ele foi presidente do Ströer SE.